# Nice 'n' Tasty
Albums de John Wright
South Side Soul
(1960) Makin' Out
(1961)
Nice 'n' Tasty est le deuxième album du pianiste de soul jazz américain John Wright, sorti en 1960.
Par rapport à l'album précédent South Side Soul, John Wright élargit ici son répertoire avec quelques standards de jazz,,.

## Historique

### Contexte
En 1936, quand John Wright a deux ans, sa famille, originaire du Kentucky, s'installe à Chicago, une ville où de nombreux Noirs venus des champs de coton du Sud se sont installés entre 1910 et 1920,,. 
Au début des années 1940, sa famille déménage vers les quartiers sud de la ville de Chicago (South Side).
Après avoir quitté l'armée en 1955, John Wright joue du jazz pendant 5 ans dans les bars et les clubs de Chicago « en y plaçant la ferveur du gospel de son enfance ».
En 1960, alors qu'il est âgé de 26 ans seulement, un recruteur d'une compagnie de disques lui propose de venir à New York pour enregistrer cinq albums chez Prestige Records.
C'est sur ce label que John Wright enregistre de 1960 à 1962 les albums South Side Soul, Nice 'n' Tasty, Makin' Out, The Last Amen et Mr. Soul sur lesquels il se tourne naturellement vers le style de musique dont il est familier, la tradition musicale du South Side ,,,, ce soul jazz que le critique musical Scott Yanow du site AllMusic qualifie de « côté soul du hard bop ».

### Enregistrement

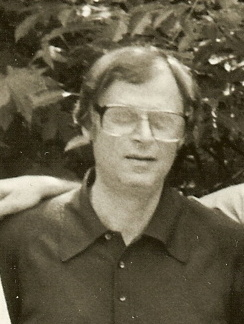
Rudy Van Gelder.

L'album Nice 'n' Tasty est enregistré le 8 novembre 1960 au Van Gelder Recording Studio à Englewood Cliffs dans le New Jersey,,,.
La prise de son est assurée par Rudy Van Gelder, considéré par AllMusic comme « le plus grand ingénieur du son de l'histoire du jazz », dont on estime qu'il a enregistré et mixé plus de 2 000 albums,. Son premier studio, connu durant les années 1950 sous le nom de « Van Gelder Studio, Hackensack, New Jersey », était en fait le salon de ses parents,. Ce n'est qu'en 1959 qu'il ouvrira son studio professionnel, connu sous le nom de « Van Gelder Studio, Englewood Cliffs, New Jersey »,. L'album Nice 'n' Tasty a donc été enregistré non plus dans le salon des parents de Rudy Van Gelder mais dans le studio professionnel ouvert par lui en 1959.

### Publication et réédition
L'album sort en 1960 en disque vinyle long play (LP) sur le label Prestige Records sous la référence PR 7197,,.
La notice du LP (original liner notes) est rédigée par Joe Goldberg, et la photo de John Wright qui orne la pochette est d'Esmond Edwards.
L'album est réédité par Prestige au Japon en disque compact en 1992 et en LP en 1994.
Il est réédité en 2012 par le label espagnol Fresh Sound Records sur un double CD de compilation qui reprend les quatre premiers albums de John Wright.

## Accueil critique
Le site AllMusic attribue 3 étoiles à l'album Nice 'n' Tasty. 
Pour Joe Goldberg, auteur de la notice originale (original liner notes) du LP Nice 'n' Tasty, « L'intérêt de John Wright est qu'il a joué de la musique d'église et qu'il a accompagné des chanteurs de blues. Vivant dans le South Side de Chicago, il a connu les origines de ce style toute sa vie. Il ne joue pas de la musique soul parce que c'est à la mode actuellement, mais parce qu'il a été élevé en entendant le piano joué de cette façon. N'ayant jamais eu de formation formelle, il s'est naturellement tourné vers le genre de musique qui lui était familier lorsqu'il a commencé à jouer lui-même. C'est cette qualité naturelle qui a rendu si agréable son premier LP intitulé avec justesse South Side Soul. L'un des meilleurs exemples de musique authentiquement dérivée du gospel se trouve sur cet album, sur la composition 47th and Calumet. Sur son deuxième album, il s'est considérablement diversifié et s'est révélé être un musicien beaucoup plus varié que ce que l'on aurait pu soupçonner à l'écoute de son disque précédent. L'une des raisons de cette évolution (et je ne veux pas minimiser le travail des deux compatriotes de Chicago qui figuraient sur son premier disque) est la présence dans la section rythmique de deux vieux professionnels très sympathiques, Wendell Marshall et J.C. Heard ». Et Goldberg de conclure « Lorsqu'il en vient aux deux morceaux les plus directement et manifestement dérivés du gospel, Pie Face et Yes I Know, John Wright fait preuve de la qualité qui le distingue complètement des autres. Il y a sur ces morceaux un sentiment d'authenticité et d'autorité qu'il serait impossible de contrefaire. Dans un monde fait d'imitations et de tendances commerciales, cet élément à lui seul suffit à rendre heureux à l'écoute la musique de John Wright ».

## Liste des morceaux
| 1. | Things Are Getting Better | Julian Cannonball Adderley | 3:45 |
| 2. | The Very Thought Of You   | Ray Noble                  | 6:14 |
| 3. | Witchcraft                | Carolyn Leigh, Cy Coleman  | 5:27 |
| 4. | Pie Face                  | John Wright                | 5:06 |

| 1. | You Do It       | John Wright   | 5:41 |
| 2. | Darn That Dream | Mercer, Bloom | 4:45 |
| 3. | The Wright Way  | John Wright   | 4:01 |
| 4. | Yes I Know      | John Wright   | 4:23 |

## Musiciens
- John Wright : piano
- Wendell Marshall : contrebasse
- J.C. Heard : batterie